# Jacinto Higueras Cátedra
Jacinto Higueras Cátedra (Santisteban del Puerto; 7 de enero de 1914 - Madrid; 25 de diciembre de 2009) fue un actor, escultor y pintor español. Perteneció a la compañía teatral La Barraca de Federico García Lorca, compartiendo escenario con algunos de los más importantes actores de los años 1930.

## Biografía
Pertenece a una familia de gran tradición artística: su padre Jacinto Higueras fue también un escultor de prestigio, su hermano Modesto director y actor teatral y su hija Ana Higueras una cantante lírica de reconocimiento internacional.

## Trayectoria
Jacinto Higueras Fuentes y Juana Cátedra Segura se trasladaron muy jóvenes a Madrid. Sin embargo, quisieron que sus descendientes nacieran en su pueblo de origen, Santisteban del Puerto, donde nacieron sus hijos Modesto, Luis y Jacinto. Jacinto estudió Filosofía y Letras en la capital, iniciándose también en los campos de la pintura y la cerámica.
Se incorporó, junto con su hermano Modesto, al grupo teatral La Barraca que dirigía Federico García Lorca, donde compartió escenario con Germán Bleiberg, Rafael Calvo Revilla o Isabel García Lorca. Cuando desapareció el grupo, al inicio de la Guerra Civil Española, Jacinto fue uno de los últimos integrantes del mismo. Durante esa época, actuó también en algunas películas de cine, coincidiendo con Luis Buñuel, Edgar Neville o Luis Marquina, entre otros.
Tras la guerra, se hizo cargo del Teatro Español Universitario, y se incorporó al estudio de escultura de su padre, dedicándose a este arte hasta sus últimos días, aunque desde 2001 abandonó las obras de gran tamaño para dedicarse a pequeñas esculturas.

## Obra

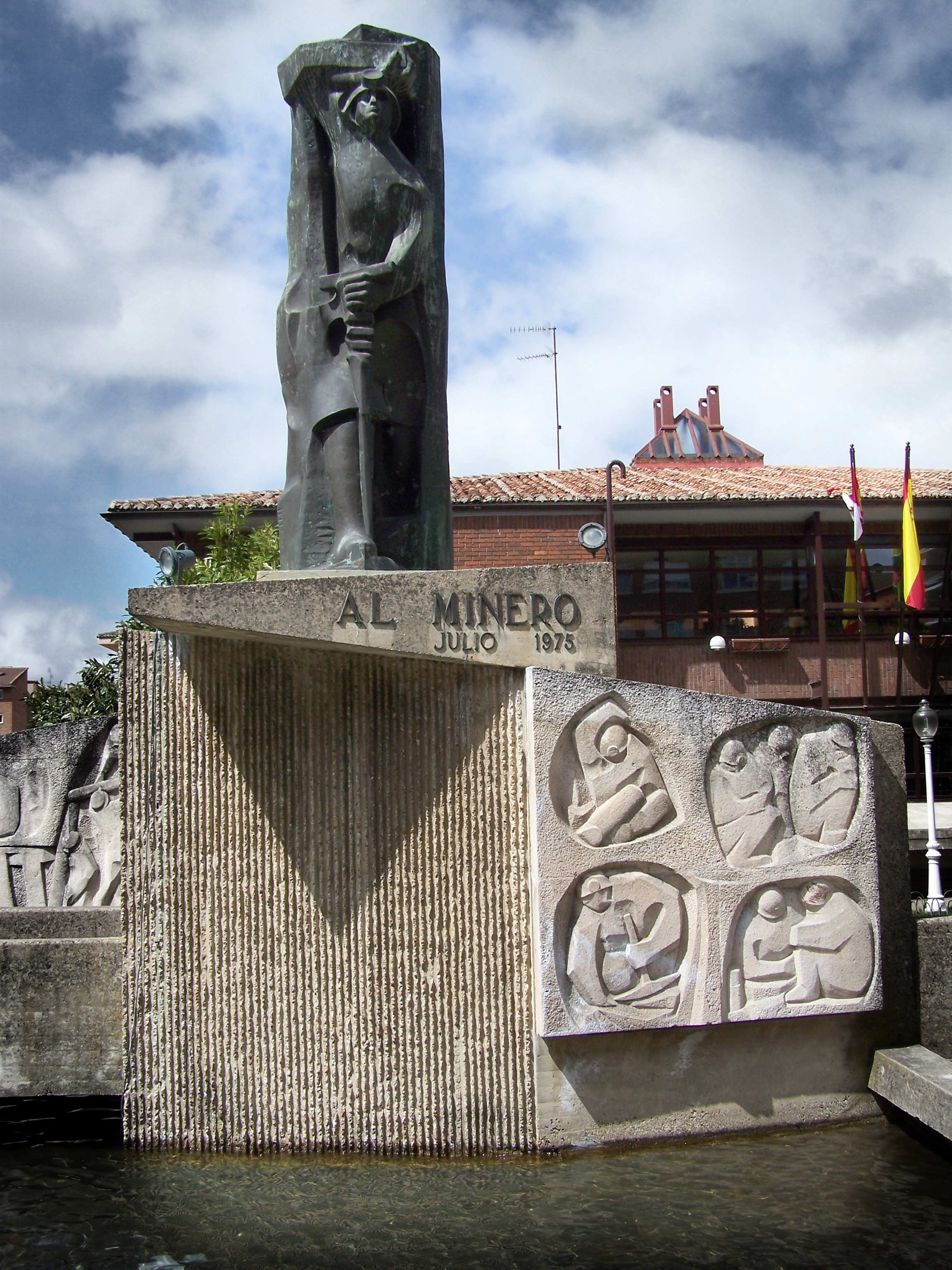
Monumento al Minero de Guardo. Se trata de una figura de bronce de 4 m de alto erigida sobre un pedestal de hormigón en el que se representan escenas mineras. El conjunto, que está completado por un estanque, fue inaugurado en julio de 1975. Constituye un homenaje a la figura del minero y es considerado el monumento más emblemático de la villa.

- Monumento a Benito Pérez Galdós, 1945, "Casa Canaria" de Madrid.
- Monumento Público a la Virgen del Collado, 1954, Santisteban del Puerto, Jaén.
- Monumento a los Caídos en el castillo de Olite, 1957, Escombreras, Murcia.
- Virgen de la Luz, 1957. Colección Iberdrola
- Monumento a Jacinto Higueras Fuentes, 1960, Santisteban del Puerto, Jaén.
- Monumento al Artillero Cabot, 1963, Jaén.
- Monumento a José María Alvareda, 1966, Consejo Superior de Investigaciones Científicas, Madrid.
- Monumento al Minero, 1975, Guardo, Palencia.
- Monumento a Jacinto Higueras Fuentes, 1977, Plaza de los Jardinillos, Jaén
- Monumento a Manuel Quimper, 1991, Sooke, Canadá.
- Monumento a D. Fadrique de Toledo, 2001, Río de Janeiro, Brasil.
- El Regreso, 2001, Campus de la Universidad de Jaén.